# Тетрагональна сингонія

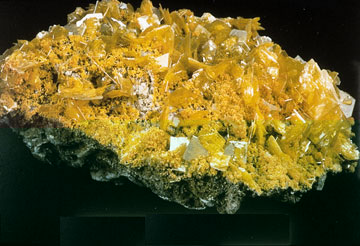
Приклад кристала з тетрагональною сингонією, вульфеніт

Тетрагона́льна синго́нія або Квадра́тна синго́нія — тип сингонії кристалічної ґратки.
Позначення: D4h, t.
Кристалічні класи: C4, C4v, C4h, S4, D2d, D4, D4h

## Ґратки Браве
Крім простої тетрагональної існує ще одна ґратка Браве із цією сингонією: об'ємноцентрована тетрагональна.

Примітивна тетрагональна сингонія
Центрована тетрагональна сингонія

## Приклади
- Халькопірит
- Олово